# Manoir Price
Le manoir Price est un bâtiment situé sur la Grande Allée, à Québec.

## Localisation
Ce terrain de la Grande Allée, géographiquement situé sur les Buttes à Nepveu, porte initialement le no 145 jusqu'en 1958. Depuis, il porte le no 575.

## Historique
Le site accueille d'abord Bleak House, une résidence construite en 1782 pour le commissaire général de l'armée britannique au Canada, John Craigie. La maison est ensuite habitée par plusieurs notables anglophones. Elle est démolie en 1901.
L'homme d'affaires et héritier William Price finance alors la construction d'une demeure plus grande et prestigieuse. L'investissement de 25 000 $ est majeur pour l'époque. De 1937 à 1972, le manoir Price est le siège du parti de l'Union nationale . Il abrite alors le Club Renaissance, inauguré par le premier ministre Maurice Duplessis le 27 octobre 1937. En 1974, l'hôtel Le Concorde Québec, haut de 28 étages, se construit immédiatement à l'ouest de la villa. Le bâtiment est ensuite utilisé successivement par différents restaurants, sans grand succès.
En février 1988, le manoir est endommagé à la suite d'un incendie. Le 19 octobre 1993, le groupe Camcorp (aujourd'hui GM Développement) et la Société municipale d’habitation et de développement Champlain annoncent un projet de réaménagement de 3,4 millions $. La discothèque Chez Maurice (nommée en référence à Maurice Duplessis) y ouvre ses portes le 1er juin 1994. L'établissement, devenu le Maurice Night Club, ferme ses portes le 30 novembre 2017.

## Occupants
- Cosmos (1994-2017)
- Pot de vin (2015-...)
- Voodoo Grill (1999-2015)
- Chez Maurice / Charlotte (1994-2017)
- Chao Bella (1994-1995)
- Palazze Club (1985-1988)
- Restaurant L'Air du temps (1983-?)
- Café-Bar Rosemarie (1981)
- Bar Oz (1979-1988)
- Club L'interdit (1978-1979)
- Dancing (?1978)
- Hippopotame volant (1977-1978)
- Restaurant Le Trianon (1973-1976)
- Discothèque La Renaissance (1973-1976)
- Club Renaissance (Union Nationale) (1937-1972)
- Amelia Blanche Smith, veuve de William Price (1924-1937)
- William Price (1900-1924)[3]

## Galerie

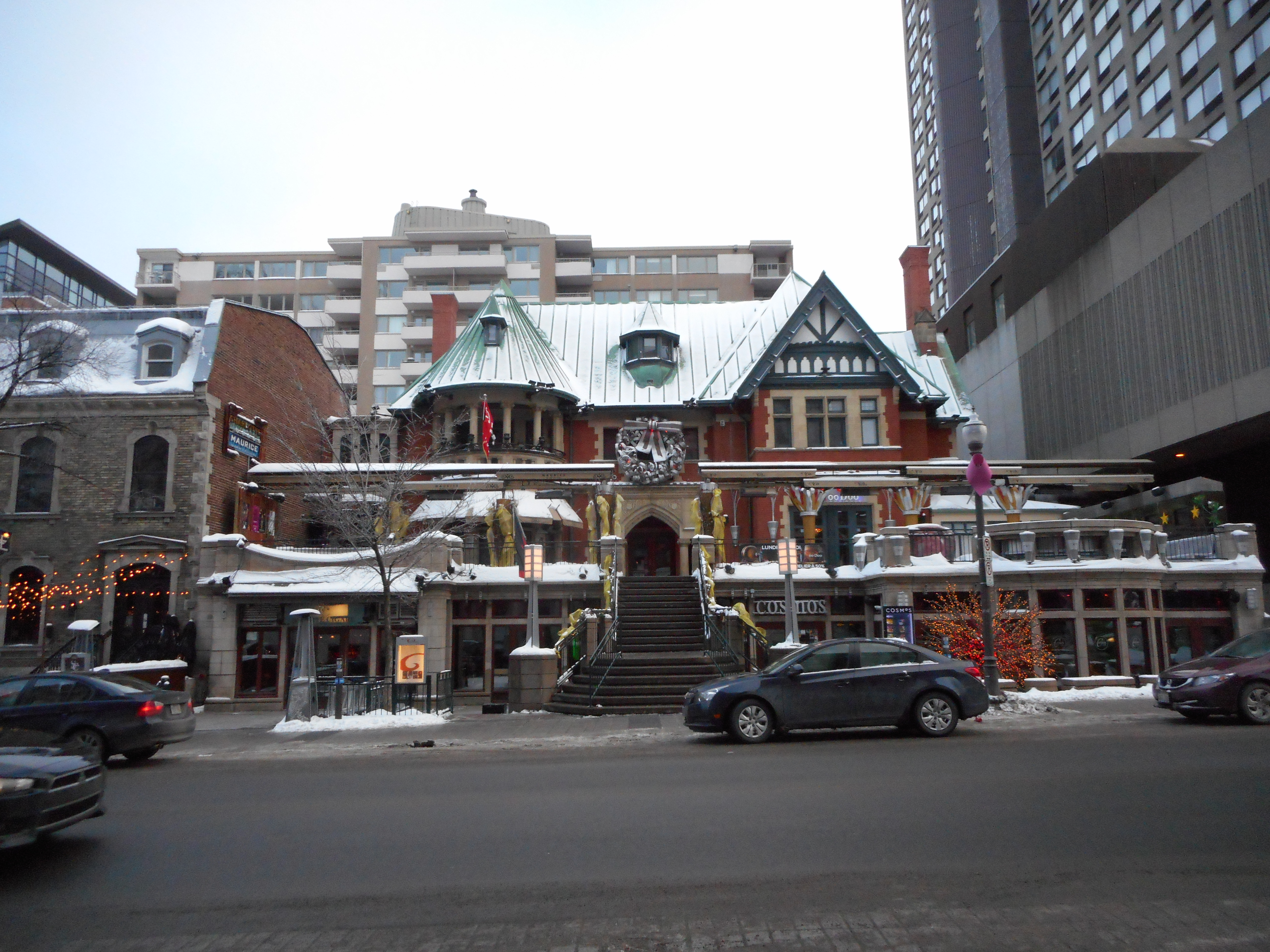
Manoir Price
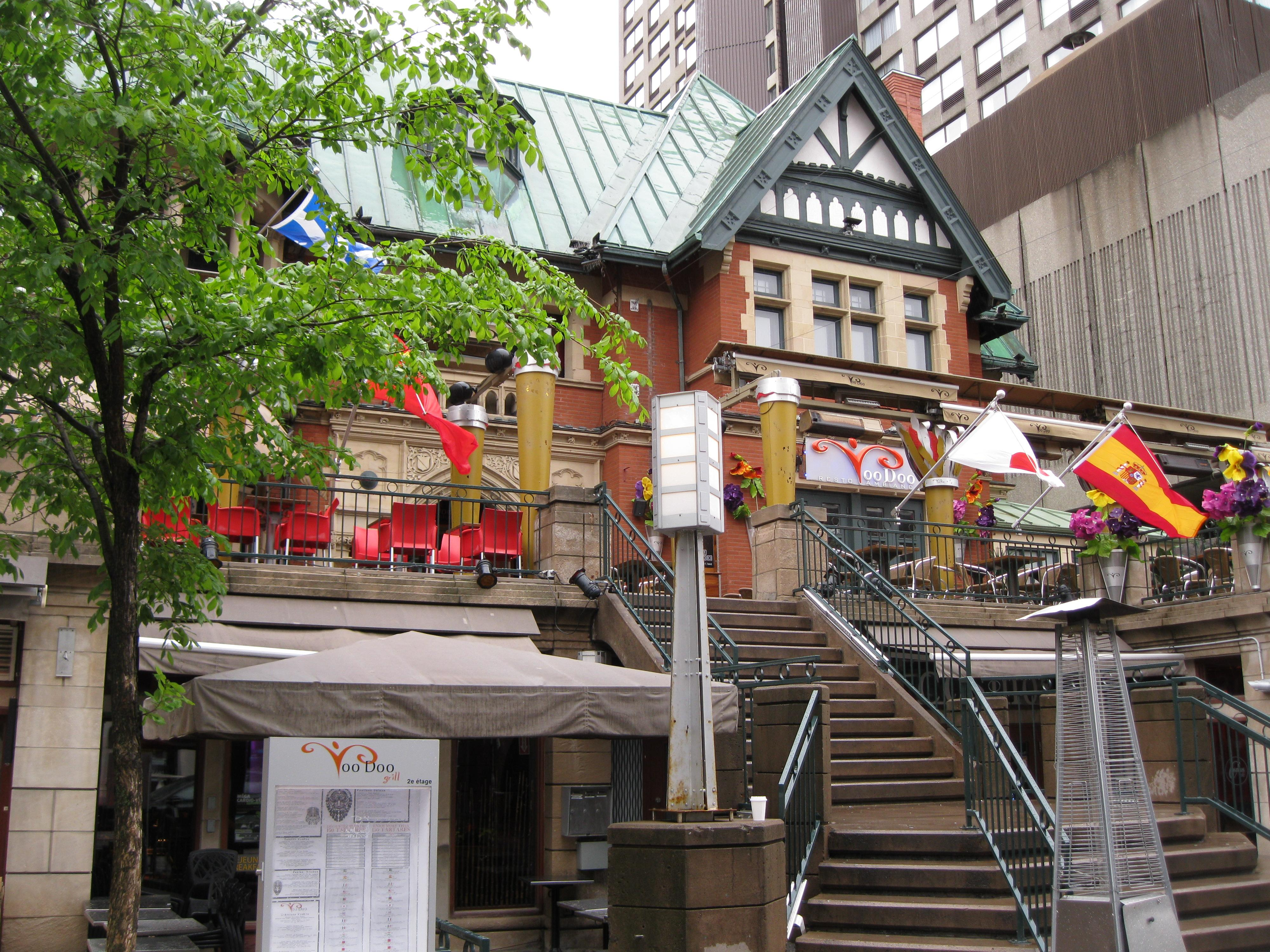
Manoir Price
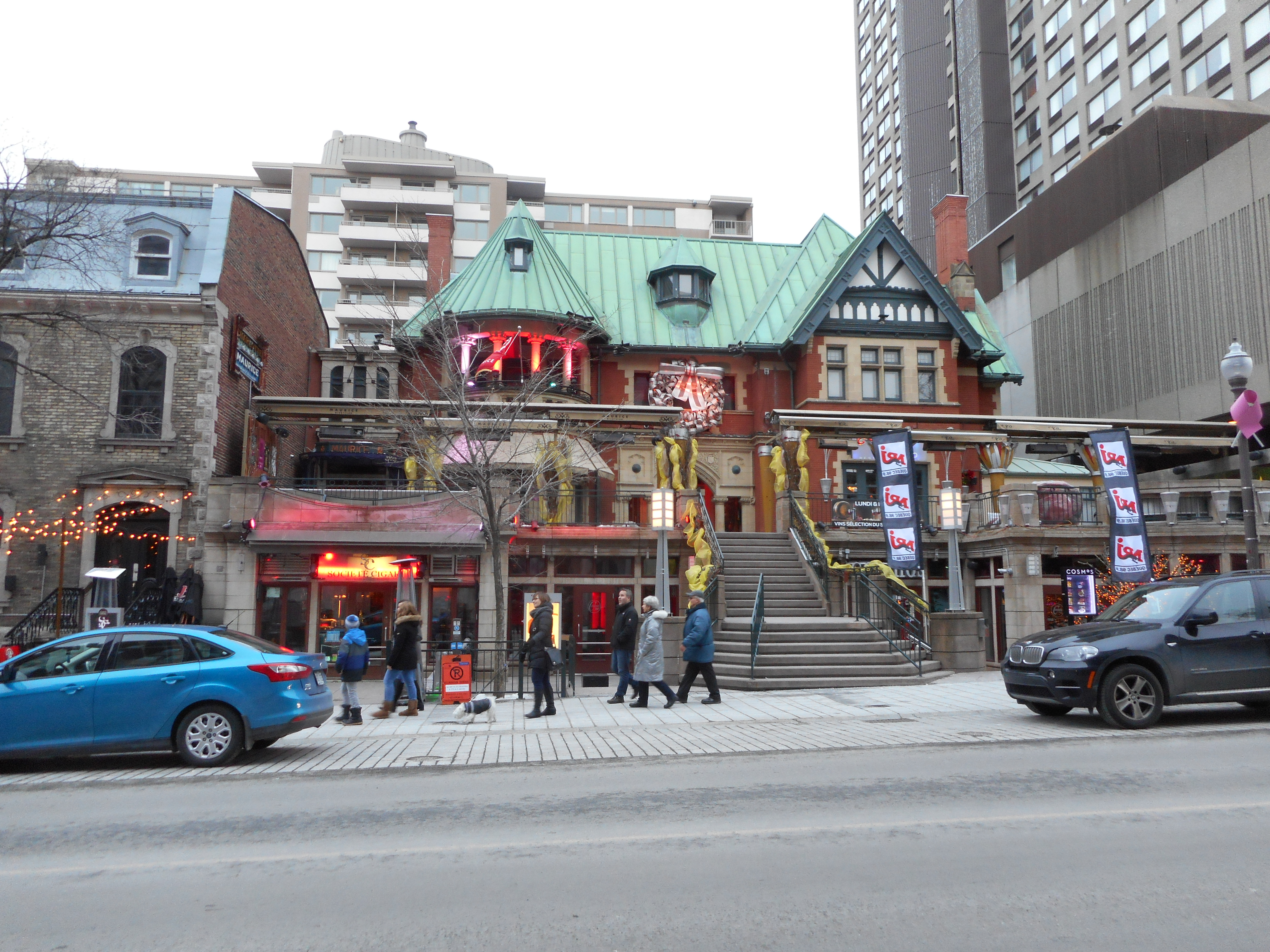
Manoir Price